# جو ماسریا
جو ماسریا یک از موفق‌ترین عناصر مافیا در دهه بیست قرن بیستم بود.
قبل از رسیدن به مقام ریاست، او یکی از اعضای باند مورلو بود. قبل از ممنوع شدن این باند، او و پیتر مورلو بنیان‌گذار باند اقدام به تشکیل آن کردند. باند مورلو یکی از بزرگ‌ترین و سازمان‌یافته‌ترین باندهای تبهکار در آمریکا به‌حساب می‌آمد.
جو ماسریا در ۱۷ ژانویه ۱۸۸۶ در منفی (کومونه) سیسیل ایتالیا متولد شد و در ۱۵ آوریل ۱۹۳۱ میلادی، در سن ۴۵ سالگی در آمریکا کشته شد.